# Holandia na Letnich Igrzyskach Olimpijskich 1992
Holandię na Letnich Igrzyskach Olimpijskich 1992 w Barcelonie reprezentowało 201 sportowców (117 mężczyzn i 84 kobiety), którzy startowali w 20 dyscyplinach. Był to 20 start na letnich igrzyskach olimpijskich reprezentacji Holandii.

## Zdobyte medale
| Medal  | Zawodnik | Dyscyplina        | Konkurencja                          | Rezultat                                                      |
| ------ | --- | ----------------- | ------------------------------------ | ------------------------------------------------------------- |
| Złoto  | Jos Lansink, Piet Raymakers, Bert Romp, Jan Tops | Jeździectwo       | skoki przez przeszkody drużynowo     | 12 pkt                                                        |
| Złoto  | Ellen van Langen | Lekkoatletyka     | bieg na 800 m kobiet                 | 1:55,54 min                                                   |
| Srebro | Orhan Delibas | Boks              | waga lekkośrednia (do 71 kg)         | w finale przegrał z Kubańczykiem Juanem Lemusemm              |
| Srebro | Anky van Grunsven, Ellen Bontje, Tineke Bartels-de Vries, Annemarie Sanders-Keijzer | Jeździectwo       | ujeżdżenie drużynowo                 | 4742 pkt                                                      |
| Srebro | Piet Raymakers | Jeździectwo       | skoki przez przeszkody indywidualnie | 0,25 pkt                                                      |
| Srebro | Erik Dekker | Kolarstwo szosowe | wyścig ze startu wspólnego mężczyzn  | 4:35,22 h                                                     |
| Srebro | Léon van Bon | Kolarstwo torowe  | wyścig punktowy mężczyzn             | 43 pkt                                                        |
| Srebro | Edwin Benne, Peter Blangé, Ron Boudrie, Henk-Jan Held, Martin van der Horst, Marko Klok, Olof van der Meulen, Jan Posthuma, Avital Selinger, Martin Teffer, Ronald Zoodsma, Ron Zwerver | Siatkówka         | turniej mężczyzn                     | w finale ulegli drużynie Brazylii 0:3 (12:15, 8:15, 4:15)     |
| Brąz   | Arnold Vanderlyde | Boks              | waga ciężka (do 91 kg)               | w półfinale przegrał z Kubańczykiem Félixem Savónem           |
| Brąz   | Irene de Kok | Judo              | waga do 72 kg kobiet                 | w walce o brązowy medal pokonała Niemkę Reginę Schuttenhelm   |
| Brąz   | Theo Meijer | Judo              | waga do 95 kg mężczyźni              | w walce o brązowy medal pokonał Estończyka Indreka Pertelsona |
| Brąz   | Monique Knol | kolarstwo szosowe | wyścig ze startu wspólnego kobiet    | 2:05,03 h                                                     |
| Brąz   | Ingrid Haringa | Kolarstwo torowe  | sprint kobiet                        | w walce o brązowy medal pokonała Francuzkę Félicię Ballanger  |
| Brąz   | Henk-Jan Zwolle, Nico Rienks | Wioślarstwo       | dwójka podwójna mężczyzn             | 6:22,82 min                                                   |
| Brąz   | Dorien de Vries | Żeglarstwo        | windsurfing kobiet                   | 68,7 pkt                                                      |

## Skład kadry

### Badminton
Kobiety
- Erica van den Heuvel – gra pojedyncza – 17. miejsce,
- Astrid van der Knaap – gra pojedyncza – 17. miejsce,
- Eline Coene – gra pojedyncza – 33. miejsce,
- Eline Coene, Erica van den Heuvel – gra podwójna – 17. miejsce,

### Boks
Mężczyźni
- Miguel Dias waga kogucia do 54 kg – 17. miejsce,
- Orhan Delibas waga lekkośrednia do 71 kg – 2. miejsce,
- Raymond Joval waga średnia do 75 kg – 9. miejsce,
- Arnold Vanderlyde waga ciężka do 91 kg – 3. miejsce,
- Jerry Nijman waga superciężka powyżej 91 kg – 9. miejsce,

### Gimnastyka
Kobiety
- Elvira Becks

wielobój indywidualnie – 22. miejsce,
ćwiczenia wolne – 38. miejsce,
skok przez konia – 36. miejsce,
ćwiczenia na poręczach – 48. miejsce,
ćwiczenia na równoważni – 71. miejsce,

### Hokej na trawie
Kobiety
- Jacqueline Toxopeus, Carina Bleeker, Caroline van Nieuwenhuyze-Leenders, Annemieke Fokke, Cécile Vinke, Jeannette Lewin, Carina Benninga, Danielle Koenen, Ingrid Wolff, Mieketine Wouters, Martine Ohr, Florentine Steenberghe, Noor Holsboer, Helen Lejeune-van der Ben, Wietske de Ruiter, Carole Thate – 6. miejsce,

Mężczyźni
- Frank Leistra, Harrie Kwinten, Cees Jan Diepeveen, Pieter van Ede, Bastiaan Poortenaar, Wouter van Pelt, Marc Delissen, Jacques Brinkman, Gijs Weterings, Stephan Veen, Floris Jan Bovelander, Hendrik Jan Kooijman, Bart Looije, Maarten van Grimbergen, Leo Klein Gebbink, Taco van den Honert – 4. miejsce,

### Jeździectwo
- Anky van Grunsven – ujeżdżenie indywidualnie – 4. miejsce,
- Ellen Bontje – ujeżdżenie indywidualnie – 9. miejsce,
- Tineke Bartels-de Vries – ujeżdżenie indywidualnie – 15. miejsce,
- Annemarie Sanders-Keijzer – ujeżdżenie indywidualnie – 40. miejsce,
- Anky van Grunsven, Ellen Bontje, Tineke Bartels-de Vries, Annemarie Sanders-Keijzer – ujeżdżenie drużynowo – 2. miejsce,
- Piet Raymakers – skoki przez przeszkody indywidualnie – 2. miejsce,
- Jan Tops – skoki przez przeszkody indywidualnie – 5. miejsce,
- Jos Lansink – skoki przez przeszkody indywidualnie – nie ukończył rundy finałowej
- Bert Romp – skoki przez przeszkody indywidualnie – 74. miejsce,
- Jos Lansink, Piet Raymakers, Bert Romp, Jan Tops – skoki przez przeszkody drużynowo – 1. miejsce,
- Martin Lips – WKKW indywidualnie – 15. miejsce,
- Fieps, Baroness van Tuyll van Serooskerken – WKKW indywidualnie – 44. miejsce,
- Anchela Rohof – WKKW indywidualnie – nie ukończył konkurencji,
- Eddy Stibbe – WKKW indywidualnie – nie ukończył konkurencji,
- Martin Lips, Fieps, Baroness van Tuyll van Serooskerken, Anchela Rohof, Eddy Stibbe – WKKW drużynowo – nie ukończyli konkurencji,

### Judo
Kobiety
- Jessica Gal waga do 52 kg – 5. miejsce,
- Gooitske Marsman waga do 56 kg – 14. miejsce,
- Jenny Gal waga do 61 kg – 13. miejsce,
- Chantal Han waga do 66 kg – 9. miejsce,
- Irene de Kok waga do 72 kg – 3. miejsce,
- Monique van der Lee waga powyżej 72 kg – 16. miejsce,

Mężczyźni
- Anthonie Wurth waga do 78 kg – 9. miejsce,
- Ben Spijkers waga do 86 kg – 9. miejsce,
- Theo Meijer waga do 95 kg – 3. miejsce,
- Dennis Raven waga powyżej 95 kg – 17. miejsce,

### Kajakarstwo
Mężczyźni
- Jan-Dirk Nijkamp, Marc Weijzen

K-2 500 m – odpadli w repesażach,
K-2 1000 m – odpadli w repeseżach,
- Michael Reys – kajakarstwo górskie – K-1 – 11. miejsce,
- Frits Sins – kajakarstwo górskie – K-1 – 19. miejsce,

### Kolarstwo
Kobiety
- Monique Knol – kolarstwo szosowe – wyścig ze startu wspólnego – 3. miejsce,
- Leontien Zijlaard-van Moorsel

kolarstwo szosowe – wyścig ze startu wspólnego – 23. miejsce,
kolarstwo torowe – wyścig na 3000 m na dochodzenie indywidualnie – 8. miejsce,
- Petra Grimbergen – kolarstwo szosowe – wyścig ze startu wspólnego – 29. miejsce,
- Ingrid Haringa – kolarstwo torowe – sprint – 3. miejsce,

Mężczyźni
- Erik Dekker – kolarstwo szosowe – wyścig ze startu wspólnego – 2. miejsce,
- Richard Groenendaal – kolarstwo szosowe – wyścig ze startu wspólnego – 17. miejsce,
- Rob Compas – kolarstwo szosowe – wyścig ze startu wspólnego – 72. miejsce,
- John den Braber, Pelle Kil, Bart Voskamp, Jaap ten Kortenaar – kolarstwo szosowe – jazda drużynowa na czas na 100 km – 9. miejsce,
- Dirk Jan van Hameren

kolarstwo torowe – sprint – odpadł w eliminacjach,
kolarstwo torowe – wyścig na 1 km ze startu zatrzymanego – 9. miejsce,
- Servais Knaven – kolarstwo torowe – wyścig na 4000 m na dochodzenie indywidualnie – 9. miejsce,
- Niels van der Steen, Gerben Broeren, Erik Cent, Servais Knaven – wyścig na 4000 m na dochodzenie drużynowo – 12. miejsce,
- Léon van Bon – kolarstwo torowe – wyścig punktowy – 2. miejsce,

### Lekkoatletyka
Kobiety
- Nelli Fiere-Cooman – bieg na 100 m – odpadła w ćwierćfinale,
- Karin de Lange – bieg na 200 m – odpadła w ćwierćfinale,
- Ellen van Langen – bieg na 800 m – 1. miejsce,
- Stella Jongmans – bieg na 800 m – odpadła w eliminacjach,
- Christine Toonstra – bieg na 10 000 m – 11. miejsce,
- Karen van der Kooij, Jacqueline Poelman, Karin de Lange, Petra Huijbrechtse – sztafeta 4 × 100 m – odpadły w eliminacjach,

Mężczyźni
- Robin van Helden – bieg na 800 m – odpadł w półfinale,
- Marko Koers – bieg na 800 m – odpadł w półfinale,
- Robin van Helden – bieg na 1500 m – nie ukończył biegu eliminacyjnego,
- Marcel Versteeg – bieg na 5000 m – 15. miejsce,
- Bert van Vlaanderen – maraton – 15. miejsce,
- Tonnie Dirks – maraton – nie ukończył biegu,
- Harold van Beek – chód na 50 km – 31. miejsce,
- Rob de Wit – dziesięciobój – 10. miejsce,

### Łucznictwo
Kobiety
- Jacqueline van Rozendaal-van Gerven – indywidualnie – 20. miejsce,
- Christel Verstegen – indywidualnie – 23. miejsce,
- Sjan van Dijk – indywidualnie – 59. miejsce,
- Sjan van Dijk, Jacqueline van Rozendaal-van Gerven, Christel Verstegen – drużynowo – 12. miejsce,

Mężczyźni
- Erwin Verstegen – indywidualnie – 9. miejsce,
- Henk Vogels – indywidualnie – 34. miejsce,
- Berny Camps – indywidualnie – 55. miejsce,
- Berny Camps, Henk Vogels, Erwin Verstegen – drużynowo – 9. miejsce,

### Piłka wodna
Mężczyźni
- Arie van de Bunt, Marc van Belkum, Gijsbert van der Leden, Harry van der Meer, John Scherrenburg, Hans Nieuwenburg, Koos Issard, Jalo de Vries, John Jansen, Robert Havekotte, Jan Wagenaar, Remco Pielstroom, Bert Brinkman – 9. miejsce,

### Pływanie
Kobiety
- Inge de Bruijn

50 m stylem dowolnym – 8. miejsce,
100 m stylem motylkowym – 9. miejsce,
- Marianne Muis – 50 m stylem dowolnym – 11. miejsce,
- Mildred Muis

100 m stylem dowolnym – 13. miejsce,
200 m stylem zmiennym – 19. miejsce,
- Karin Brienesse

100 m stylem dowolnym – 8. miejsce,
100 m stylem motylkowym – 10. miejsce,
- Diane van der Plaats – 200 m stylem dowolnym – 26. miejsce,
- Ellen Elzerman

100 m stylem grzbietowym – 17. miejsce,
200 m stylem grzbietowym – 22. miejsce,
- Kira Bulten

100 m stylem klasycznym – 18. miejsce,
200 m stylem klasycznym – 26. miejsce,
- Martine Janssen

100 m stylem klasycznym – 34. miejsce,
200 m stylem klasycznym – 31. miejsce,
- Diane van der Plaats, Mildred Muis, Marianne Muis, Karin Brienesse, Inge de Bruijn[11] – sztafeta 4 × 100 m stylem dowolnym – 5. miejsce,
- Ellen Elzerman, Kira Bulten, Inge de Bruijn, Marianne Muis – sztafeta 4 × 100 m stylem zmiennym – 8. miejsce,

Mężczyźni
- Marcel Wouda

400 m stylem dowolnym – 18. miejsce,
200 m stylem zmiennym – 22. miejsce,
400 m stylem zmiennym – 19. miejsce,

### Pływanie synchroniczne
Kobiety
- Marjolijn Both – solistki – 8. miejsce,
- Frouke van Beek – solistki – odpadła w eliminacjach,
- Tamara Zwart – solistki – odpadła w eliminacjach,
- Marjolijn Both, Tamara Zwart – duety – 7. miejsce,

### Siatkówka
Kobiety
- Cintha Boersma, Erna Brinkman, Heleen Crielaard, Marjolein de Jong, Kirsten Gleis, Aafke Hament, Vera Koenen, Irena Machovcak, Linda Moons, Henriëtte Weersing, Sandra Wiegers – 6. miejsce,

Mężczyźni
- Edwin Benne, Peter Blangé, Ron Boudrie, Henk-Jan Held, Martin van der Horst, Marko Klok, Olof van der Meulen, Jan Posthuma, Avital Selinger, Martin Teffer, Ronald Zoodsma, Ron Zwerver – 2. miejsce,

### Skoki do wody
Kobiety
- Daphne Jongejans – trampolina 3 m – 14. miejsce,

Mężczyźni
- Edwin Jongejans – trampolina 3 m – 7. miejsce,

### Strzelectwo
Kobiety
- Jolande Swinkels – karabin pneumatyczny 10 m – 17. miejsce,

Mężczyźni
- Jack van Bekhoven – karabin pneumatyczny 10 m – 25. miejsce,

Open
- Eric Swinkels – skeet – 8. miejsce,
- Hennie Dompeling – skeet – 42. miejsce,

### Tenis stołowy
Kobiety
- Bettine Vriesekoop – gra pojedyncza – 9. miejsce,
- Mirjam Hooman-Kloppenburg – gra pojedyncza – 17. miejsce,
- Bettine Vriesekoop, Mirjam Hooman-Kloppenburg – gra podwójna – 5. miejsce,

Mężczyźni
- Paul Haldan – gra pojedyncza – 9. miejsce,

### Tenis ziemny
Kobiety
- Nicole Muns-Jagerman – gra pojedyncza – 9. miejsce,
- Brenda Schultz-McCarthy – gra pojedyncza – 17. miejsce,
- Nicole Muns-Jagerman, Brenda Schultz-McCarthy – gra podwójna – 17. miejsce,

Mężczyźni
- Mark Koevermans – gra pojedyncza – 9. miejsce,
- Paul Haarhuis – gra pojedyncza – 17. miejsce,
- Jan Siemerink – gra pojedyncza – 33. miejsce,
- Paul Haarhuis, Mark Koevermans – gra podwójna – 17. miejsce,

### Wioślarstwo
Kobiety
- Irene Eijs – jedynki – 8. miejsce,
- Rita de Jong, Marie-José de Groot – dwójki podwójne – 10. miejsce,
- Laurien Vermulst, Marjan Pentenga, Anita Meiland, Harriet van Ettekoven – czwórka podwójna – 4. miejsce,

Mężczyźni
- Frans Göbel – jedynki – 16. miejsce,
- Henk-Jan Zwolle, Nico Rienks – dwójka podwójna – 3. miejsce,
- Sjors van Iwaarden, Kai Compagner – dwójka bez sternika – 8. miejsce,
- Hans Keldermann, Ronald Florijn, Koos Maasdijk, Rutger Arisz – czwórka podwójna – 5. miejsce,
- Bart Peters, Niels van der Zwan, Jaap Krijtenburg, Sven Schwarz – czwórka bez sternika – 5. miejsce,

### Żeglarstwo
- Dorien de Vries – windsurfing kobiety – 3. miejsce,
- Martine van Leeuwen – klasa Europa – 7. miejsce,
- Stephan van den Berg – windsurfing mężczyźni – 7. miejsce,
- Ben Kouwenhoven, Jan Kouwenhoven – klasa 470 mężczyźni – 16. miejsce,
- Jos Schrier, Mark Neeleman – klasa Star – 4. miejsce,
- Paul Manuel, Ron van Teylingen – klasa Tornado – 6. miejsce,
- Han Bergsma, Peter Burggraaff, Roy Heiner – klasa Soling – 18. miejsce,
- Gerhard Potma, Willem Potma – klasa Latający Holender – 18. miejsce,